# Eclipse lunar de 17 de julho de 1981
| Eclipse Lunar Parcial 17 de julho de 1981 | Eclipse Lunar Parcial 17 de julho de 1981 |
| --- | ----------------------------------------- |
| A Lua cruzando uma parte (ao norte) do cone de sombra da Terra, de oeste para leste (da direita para a esquerda), com o centro-sul da Lua escurecido pela sombra. |                                           |
| Gamma | +0,7045                                   |
| Saros (e membro) | 119 (60 de 83)                            |
| Sequência de eclipses lunares |                                           |
| Anterior | 20 de janeiro de 1981                     |
| Próximo | 9 de janeiro de 1982                      |
| Duração (hr:mn:sc) |                                           |
| Parcial | 2:43:13                                   |
| Penumbral | 5:19:37                                   |
| Fases e Horários do Eclipse (UTC) |                                           |
| P1 | 2:06:59                                   |
| U1 | 3:25:15                                   |
| Máximo | 4:46:48                                   |
| U4 | 6:08:28                                   |
| P4 | 7:26:36                                   |

O eclipse lunar de 17 de julho de 1981 foi um eclipse parcial, o segundo de dois eclipses lunares do ano, e único como parcial. Teve magnitude umbral de 0,5486 e penumbral de 1,5822. Teve duração de 163 minutos.
Durante o máximo do eclipse, a sombra umbral da Terra conseguiu cobrir metade do disco lunar (cerca de 50% da superfície, na metade sul), que ficou escurecida pelo cone de sombra, por vezes se apresentando com tonalidade vermelha mais fraca. A outra parte, notavelmente visível, ficou imersa na penumbra terrestre, com seu brilho mais reduzido e sob o formato de meia-lua, semelhante ao formato da Lua quarto crescente.
A Lua cruzou uma parte razoável da extremidade norte da sombra da Terra, em nodo descendente, dentro da constelação de Sagitário, próxima à nebulosa IC 4895, e às estrelas ρ1 Sgr e π Sgr.

## Série Saros
Eclipse pertencente ao ciclo lunar Saros de série 119, sendo de número 60, num total de 83 eclipses da série. O eclipse anterior foi o eclipse parcial de 6 de julho de 1963, e o próximo evento será com o eclipse parcial de 28 de julho de 1999.

## Visibilidade
Foi visível nas Américas, Atlântico, Antártida, centro-leste do Pacífico, Nova Zelândia, praticamente toda a África e no oeste da Europa.
| Região do planeta onde foi visível durante o máximo do eclipse - 4:47 UTC. O norte da Argentina, na América do Sul, obteve a melhor observação do meio do eclipse, de onde foi visível à meia-noite. |
| Mapa de visibilidade do eclipse |